# Karol Wlachovský
Karol Wlachovský (Kassa, 1941. május 20.) szlovák fordító, író, dramaturg és pedagógus.

## Élete
1958-ban Pozsonyban fejezte be középiskolai tanulmányait, majd 1958-1959-ben a Műszaki Egyetemen, 1961-1969 között pedig a Comenius Egyetemen tanult tovább. Szlovák nyelv és könyvtár szakon szerzett diplomát.
Slovenské pohľady szerkesztőjeként dolgozott, később a Tatran kiadónál, ahol 1968-1990 között igazgató volt.
Budapesten működő diplomata volt, ahol a csehszlovák, majd szlovák kulturális intézetet is vezette. Magyarországi egyetemeken oktatott fordítást.
Magyar irodalmi műveket fordít szlovákra, többek között Csáth Géza, Grendel Lajos, Hamvas Béla, Kosztolányi Dezső, Mándy Iván, Mészöly Miklós, Mikszáth Kálmán, Monoszlóy Dezső, Ottlik Géza és Hamza Gábor műveit.

## Elismerései
- 2018 Magyar Érdemrend lovagkeresztje[3]

## Művei
- 1976 Biliard na pamäť niekoľkých hrdinov.
- 1995 Belső világosság.
- 2001 Köztes szerepben.
- 2007 Literatúra na periférii alebo Rekviem za slovenskou literatúrou v Maďarsku?